# Tegenpaus Clemens VIII
Clemens VIII, geboren als Gil Sánchez Muñoz y Carbón en bijgenaamd Doncel (Teruel, 1369 - Mallorca, 28 december 1447) was tegenpaus van 1423 tot 1429.
Gil Sánchez Muñoz was een zoon van Pedro II Sanchez Muñoz y Liñán en Catalina Sanchez de Carbón. Hij studeerde kerkelijk recht en was tot 1396 in dienst van de curie in Avignon. Als gezant van Benedictus XIII en als aartsbisschop van Valencia zette hij zich in voor de beëindiging van het westers schisma.
Op het concilie van Konstanz werd Benedictus XIII uit zijn functie ontheven en werd Martinus V tot paus benoemd. Benedictus erkende zijn afzetting echter niet en bleef zichzelf tot zijn dood in 1423 beschouwen als de ware paus. Na zijn dood wezen drie van de vier door Benedictus XIII aangestelde kardinalen Gil Sánchez Muñoz als zijn opvolger aan. Deze nam de naam Clemens VIII aan. Hij kreeg de steun van Alfons V, koning van Aragón en Sicilië, die in conflict was met Rome en daarom op Clemens' benoeming had aangestuurd. Pas op 19 mei 1426 liet Clemens zich ook daadwerkelijk als paus uitroepen. De vierde door Benedictus XIII benoemde kardinaal schoof echter een eigen paus naar voren, die de naam Benedictus XIV aannam. Clemens sprak daarop de ban uit over Benedictus XIV.
In 1429 legden Rome en Aragón hun conflict bij. Hiermee verviel de politieke steun voor Clemens VIII. Op 26 juli 1429 riep hij zijn kardinalen samen en verklaarde hij afstand te doen van het pausdom. Op zijn aandringen erkenden de aanwezige kardinalen Martinus V als hun nieuwe paus. Bij de bijeenkomst was ook een vertegenwoordiger van Martinus V aanwezig.
Na zijn aftreden werd Gil Sánchez Muñoz door Martinus V benoemd tot bisschop van Mallorca. De Rooms-Katholieke Kerk heeft hem nooit als paus erkend.

## Referentie
- Clemens VIII, lemma in Biographisch-Bibliographisches Kirchenlexikon

Cursief: tegenpaus
- Gemeinsame Normdatei: 119026910
- Virtual International Authority File: 20481442
- WorldCat: E39PBJxhjKFKbVFHRTcMwrWxDq